# Charlie Morris
Charlie Morris (eigentlich Charles James Morris; * 7. Juni 1926 in London; † 4. Juni 2015 in Melbourne) war ein australischer Hammerwerfer.
1956 schied er bei den Olympischen Spielen in Melbourne in der Qualifikation aus.
Bei den British Empire and Commonwealth Games wurde er 1958 in Cardiff Sechster und 1962 in Perth Vierter.
1957 und 1958 wurde er Australischer Meister. Seine Bestleistung von 59,89 m stellte er 1962 auf.